# Hungerkünstler

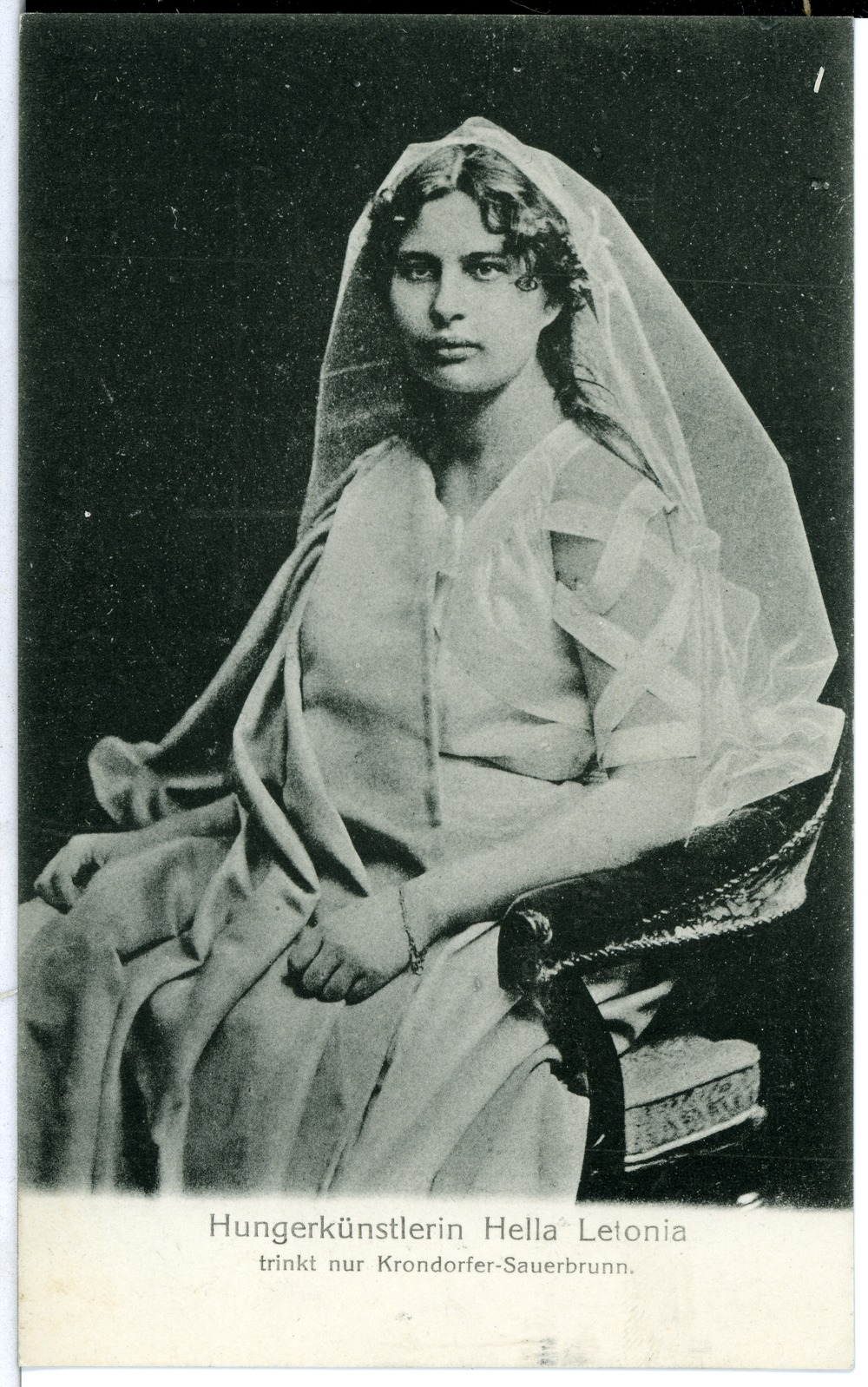
Hungerkünstlerin Hella Latonia (1910)

Hungerkünstler waren Schausteller, die Ende des 19. und Anfang des 20. Jahrhunderts in Europa als öffentliche Attraktion über einen längeren Zeitraum fasteten; das Eintrittsgeld der Besucher war die Gage des Hungernden. Die bekanntesten dieser Schausteller veranstalteten regelrechte Tourneen quer durch Europa und erlangten auf Grund der Berichterstattung in den Zeitungen größere Popularität. Ende der 1920er Jahre ließ das Interesse am Schauhungern jedoch deutlich nach.
Einige dieser Schausteller gaben an, über „übernatürliche Kräfte“ zu verfügen und so den Hunger und das Bedürfnis nach Nahrung überwinden zu können, was das starke öffentliche Interesse an ihnen erklärt. Bis ins 20. Jahrhundert hinein war nicht bekannt, dass jeder Mensch, der freiwillig fastet, nach einigen Tagen weniger Hungergefühle spürt und der Körper Hormone ausschüttet, die einen leichten Rauschzustand (Hungereuphorie) erzeugen, so dass Fastende im Vergleich zu unfreiwillig Hungernden psychisch deutlich weniger leiden, auch wenn die körperlichen Kräfte kontinuierlich nachlassen.

## Geschichte
Der Beginn dieses Phänomens lässt sich den Quellen zufolge exakt auf das Jahr 1880 datieren, als der amerikanische Arzt Henry Tanner eine Wette abschloss, dass er es schaffen werde, 40 Tage lang völlig auf Nahrung zu verzichten und lediglich Wasser zu trinken. Er war davon überzeugt, dass es möglich sei, durch Fasten verschiedene Krankheiten zu heilen. Außerdem wollte Tanner die Kraft des menschlichen Willens demonstrieren, der in der Lage sei, natürliche Triebe zu überwinden. Sein Experiment fand in der Clarendon Hall in New York City statt, wo er Tag und Nacht überwacht wurde. Im Laufe der 40 Tage kamen tausende von zahlenden Besuchern, um den so genannten „Hungerdoktor“ zu sehen. Nach diesem publikumswirksamen und auch finanziellen Erfolg wiederholte Tanner die freiwillige Hungerkur noch mehrere Male.
Die Nachricht vom Schauhungern Tanners wurde auch in Europa verbreitet und nicht zuletzt die Verdienstmöglichkeit führte dazu, dass sich einige Jahre später erste Nachahmer fanden, deren Hungern zunächst auch auf reges Interesse von Medizinern stieß. In den örtlichen Zeitungen erschienen während der festgelegten Zeit des Hungerns tägliche Berichte über den Zustand des Hungerkünstlers. Die bekanntesten Vertreter dieser „Kunst“ waren im 19. Jahrhundert Giovanni Succi und Wilhelm Bode alias Ricardo Sacco. Succi trat im Sommer 1886 in Mailand auf, und es kamen sogar Schaulustige aus dem Ausland, um ihn zu sehen. 1888 hungerte er in Florenz quasi auch für wissenschaftliche Zwecke unter Beobachtung eines Ärzteteams einen Monat lang. Die gewonnenen Erkenntnisse wurden in Buchform veröffentlicht und auch ins Deutsche übersetzt (Luigi Luciani: Das Hungern. Studien und Experimente am Menschen).
Im Jahr 1905 trat in Wien die erste Hungerkünstlerin auf, die Schauspielerin Auguste Victoria Schenk. Sie wollte Riccardo Sacco, der kurz zuvor 21 Tage lang in einem Kaffeehaus im Wiener Prater gefastet hatte, übertreffen und hielt 23 Tage lang durch. In einer Wiener Zeitung wurde der Einbruch einer Frau in eine Männerdomäne spöttisch kommentiert: „Der Concurrenzkampf tobt auf allen Gebieten menschlichen Lebens; die Frau ist in vielen Berufsclassen zur gefürchteten Rivalin des Mannes geworden und nun haben die weiblichen Emancipations-Gelüste sogar die brotloseste aller Künste – die Hungerkunst, die bisher von Männern allein ausgeübt wurde, streitig gemacht. Frau Auguste Victoria Schenk, eine ehemalige Tragödin, ist die kühne Dame, die es unternommen hat, zu beweisen, daß auch das schwache Geschlecht unter Umständen einen starken Magen hat.“ Tatsächlich waren über einen längeren Zeitraum fastende Frauen nichts Neues, über solche Fälle war seit der frühen Neuzeit immer wieder berichtet worden, allerdings traten sie nicht als Schaustellerinnen auf, sondern wurden mit religiösen Wundererscheinungen verglichen.
Der Erste Weltkrieg bedeutete ein vorläufiges Ende der Hungerkunst in Europa, die in den 1920er Jahren aber erneut belebt wurde. Im Jahr 1926 löste der deutsche Hungerkünstler Jolly mit seinem Auftritt in Berlin einen wahren Boom aus, nachdem er im Frühjahr mit 44 Tagen einen „Hungerrekord“ aufgestellt, rund 350.000 Besucher angelockt und etwa 130.000 Reichsmark (entspricht in heutiger Kaufkraft ca. 600.000 €) kassiert hatte. Vor allem in Berlin und in Wien versuchten sich fast gleichzeitig mehrere Nachahmer, von denen einige ihre Versuche vorzeitig abbrachen. Max Michelly stellte in diesem Jahr einen neuen Rekord mit 54 Tagen Fasten auf. Danach ebbte das öffentliche Interesse etwas ab, der Zweite Weltkrieg bedeutete im Prinzip das Ende dieser Form der Schaustellerei. Ein Deutscher namens Heros hungerte jedoch noch 1950 53 Tage lang öffentlich im Frankfurter Zoo.

## Betrugsfälle
Der prominente Hungerkünstler Giovanni Succi logierte auf seinen ersten Schautourneen noch komfortabel in einem Hotelzimmer, wo er auch die zahlenden Besucher empfing, und nahm sogar an öffentlichen Veranstaltungen teil. Er wurde täglich von Ärzten untersucht und sein Zimmer wurde angeblich ständig bewacht, in erster Linie aber wohl von Hotelpersonal. Und so gab es von Anfang an auch öffentliche Spekulationen darüber, ob bei der Hungerkunst auch alles mit rechten Dingen zugehe oder ob dabei Betrug und Täuschung im Spiel sei, die Künstler also gar nicht wirklich hungerten, sondern es nur vorgaben. Tatsächlich wurden mehrere Fälle von Betrug bekannt, auch bei den prominenten Vertretern.
So kam es nach dem 30-tägigen Schaufasten von Succi im April 1896 in Wien zu einem kleinen Skandal, als nach der öffentlichen Erklärung des ärztlichen „Überwachungskomitees“, die den Versuch als erfolgreich bezeichnete, bekannt wurde, dass Succi am 25. Tag in seinem Hotelzimmer beim Verzehr eines Beefsteaks überrascht worden war. Um sein Ansehen zu wahren, korrigierte das Komitee die offizielle Angabe der Fastenzeit auf 25 Tage. Ob Succi in dieser Zeit tatsächlich durchgängig gefastet hatte, blieb offen.
Der wiederholt auch in den Zeitungen geäußerte Verdacht, es werde betrogen, führte zu einer Standardisierung des öffentlichen Schauhungerns. Nachdem der Schausteller öffentlich zum letzten Mal vor dem Fasten eine Mahlzeit eingenommen hatte, wurde er in einem komplett durchsichtigen Glaskasten eingeschlossen, der vorher öffentlich besichtigt worden war, was als „Einmauerung“ bezeichnet wurde. In dem Kasten befanden sich einige Möbel, darunter ein Sofa, ein Bett und ein Sessel. Doch auch diese Verschärfung der Bedingungen ließ noch Möglichkeiten, die Öffentlichkeit zu täuschen, vor allem in der Nacht.
Auch der angebliche Hungerrekordler Jolly wurde im Nachhinein als Scharlatan entlarvt, der von Aufsehern heimlich Schokolade zugesteckt bekommen hatte. Andere Schausteller wurden nachts mit Hühnerbrühe oder mit Malzzucker versorgt. Das Bekanntwerden dieser Betrügereien trug zur nachlassenden Popularität des Schauhungerns bei.

## Sonstiges
Im Jahr 2003 trat der Aktionskünstler David Blaine als Hungerkünstler auf und verbrachte 44 Tage ohne feste Nahrung in einem Glaskasten, der in London über der Themse aufgehängt wurde. Das öffentliche Interesse war mit dem an den früheren Hungerkünstlern vergleichbar, jedoch waren die Reaktionen weit kritischer. Blaine nahm in dieser Zeit rund 25 Kilogramm ab und wurde danach im Krankenhaus behandelt.
Der Schriftsteller Franz Kafka schrieb 1922 seine sarkastische Erzählung Ein Hungerkünstler, in der sein Protagonist am Ende in seinem Käfig im Zirkus vergessen wird und stirbt. Kafka litt selbst zumindest zeitweise unter Essstörungen und war überdies an vielen Phänomenen des Varietés und der Schaustellerei interessiert. In der Literaturwissenschaft hat man deshalb Vermutungen angestellt, dass Giovanni Succi ein Modell für Kafkas Hungerkünstler gewesen sein könnte. Viel eher jedoch kommt der Fastenlehrer Arnold Ehret (1856–1922) in Frage, der am 26. Juni 1909 sich in Köln zu einem 51-tägigen Fastenversuch einschließen ließ. In einer Glaszelle zur öffentlichen Besichtigung ausgestellt, verbrachte er 49 Tage ohne Nahrung und stellte damit einen neuen Weltrekord auf. Er kam vom Monte Verità, wo er 1912 eine „Schule für leibliche und geistige Diätetik“ eröffnete. Kafka war an lebensreformerischen Praktiken sehr interessiert, besuchte zwischen 1903 und 1915 eine Reihe von einschlägigen Kuranstalten und hätte gern einen eigenen Naturheilverein gegründet. Berichte von der Aufsehen erregenden Schaustellung Ehrets in einem Glashaus werden ihm nicht entgangen sein.

## Zitat
„In Deutschland ist man gegen Hungerkünstler, die nicht durchhalten wollen, weit unerbittlicher als gegen Fürsten, die während des Weltkriegs noch ganz anderes zu sich genommen haben als Biomalz und die Zuschauer noch ganz anders betrogen haben.“ (Karl Kraus, Schriftsteller)